# Публий Рутилий Луп (ритор)
Пу́блий Рути́лий Луп (лат. Publius Rutilius Lupus; I век) — римский грамматик и ритор первой половины I в. н. э.

## Биография
Рутилий — автор труда «О фигурах речи» («Schemata lexeos»). Содержит определение более сорока фигур греческой риторики, разъясняемых латинскими примерами, в том числе из ныне утраченных речей греческих ораторов (в латинских переводах). Названия фигур даны по-гречески, без перевода на латынь. Считается, что источником для Рутилия послужил греческий учебник риторики, написанный в I в. до н. э. Горгием (этот учебник утрачен).
Труд Рутилия, по-видимому, был известен в Риме в течение нескольких столетий. Он лёг в основу позднейшего (не ранее IV века) анонимного дидактического трактата в стихах, вошедшего в так называемую «Латинскую антологию». Безымянный автор расширил список риторических фигур (61 против 41 у Рутилия) и добавил к ним собственные стихотворные примеры-иллюстрации. В отличие от Рутилия, названия тропов даны не только по-гречески (в заголовках), но и переведены на латынь (в тексте стихотворений), что свидетельствует об ассимиляции греческой риторики, превращении её в римскую (латинскую) науку.

## Издания и переводы
- Rhetores latini minores, ed. Carolus Halm. Lipsiae: Teubner, 1863.
- P. Rutilii Lupi Schemata dianoeas et lexeos. Saggio introduttivo, testo e traduzione a cura di Giuseppina Barabino. Genova, 1967 (издание и перевод на итал. язык).
- P. Rutilii Lupi De figuris sententiarum et elocutionis, ed. Edward Brooks. Leiden: Brill, 1970.